# غيانبييترو زابا
غيانبييترو زابا هو مدرب كرة قدم ولاعب كرة قدم سويسري في مركز الدفاع، ولد في 11 فبراير 1956 في لوزان في سويسرا، وتوفي في 8 مايو 2005 في لوغانو في سويسرا. شارك مع منتخب سويسرا لكرة القدم. أما مع النوادي، فقد لعب مع نادي زيورخ ونادي لوزان ونادي لوغانو.

## وصلات خارجية
- غيانبييترو زابا على موقع الاتحاد الأوربي (الإنجليزية)
- غيانبييترو زابا على موقع قاعدة بيانات كرة القدم.إي يو (الإنجليزية)
- غيانبييترو زابا على موقع ناشيونال فوتبول تيمز (الإنجليزية)